# Chamuqên-Gräbergruppen
Die Chamuqên-Gräbergruppen (chinesisch 查木钦墓群, Pinyin Zhāmùqīn mùqún; tib./chin. Chamuqên Mùqún) im Kreis Lhazê im Autonomen Gebiet Tibet der Volksrepublik China stammen aus der Zeit der tibetischen Monarchie. Es handelt sich um insgesamt 134 Gräber.
Sie sind nach dem Dorf Chamuqên (Chamuqincun 查木钦村) in der Gemeinde Quma dieses Kreises im Regierungsbezirk Xigazê benannt.
Die Gräber stehen seit 2006 auf der Denkmalliste der Volksrepublik China (6-283).
Koordinaten: 29° 21′ 28,5″ N, 87° 48′ 45,5″ O